# StopFake
StopFake (укр. СтопФейк) — волонтерський інтернет-проєкт, створений для викриття неправдивої інформації про Україну та інші держави. Сайт з'явився 2 березня 2014 року і спочатку був доступний двома мовами: російською та англійською.
Хоча сайт позиціонував себе як український, станом на початок 2018 року він не був доступним українською, зате був доступним 11 іноземними мовами, зокрема італійською, нідерландською, російською, англійською, румунською, іспанською, болгарською, французькою, чеською, німецькою та польською. Україномовна версія сайту з'явилася наприкінці квітня 2018 року.

## Заснування
Сайт для перевіряння фактів stopfake.org запустили 2 березня 2014 року. Автором ідеї була Ольга Юркова. Його засновниками стали викладачі, студенти та випускники Могилянської школи журналістики (НаУКМА) та програми для журналістів і редакторів Digital Future of Journalism. Згодом до проєкту стали доєднуватись інші журналісти, а також маркетологи, програмісти, перекладачі.

## Мета
Основною метою проєкту активісти називають перевіряння та спростування перекрученої інформації та пропаганди про події в Україні, що поширюють через ЗМІ. Зі слів учасників, діяльність їхньої групи спрямована на збереження України як самостійної та незалежної держави.
Окрім впливу пропаганди на Україну, проєкт також досліджує методи її роботи й в інших країнах: від Сирії і Туреччини до країн ЄС і колишнього СРСР.